# Bhanubhakta Acharya
Pour les articles homonymes, voir Acharya (homonymie).
Bhanubhakta Acharya (1814-1868) est un poète et traducteur népalais. Il nait à Tanahu ; son grand-père s'occupe de son éducation. Il réalise la traduction du Rāmāyana en népalais. Il est considéré comme le premier poète du Népal.

## Gallery

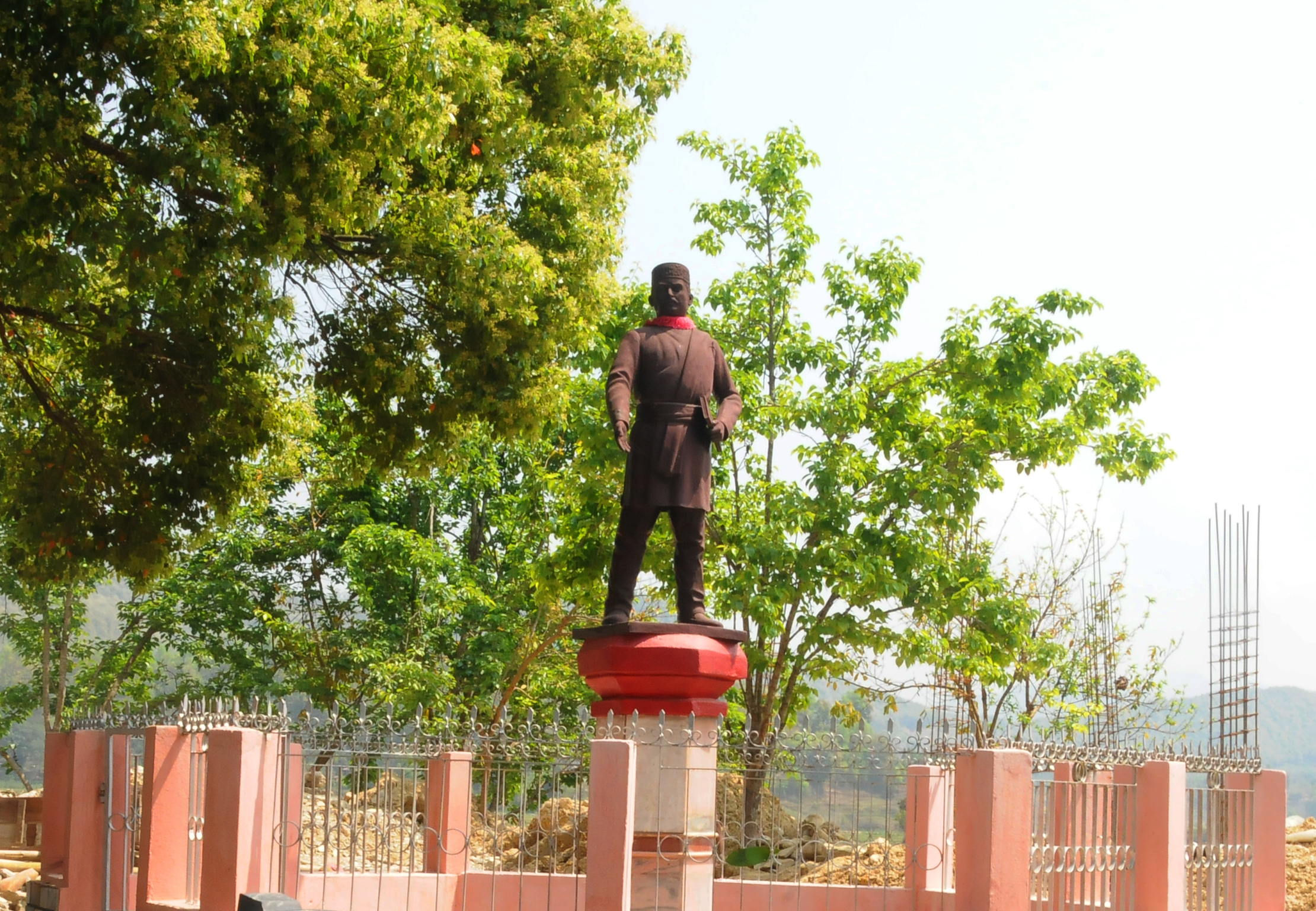
Statue of Bhanubhakta Acharya at Chundi Ramgha
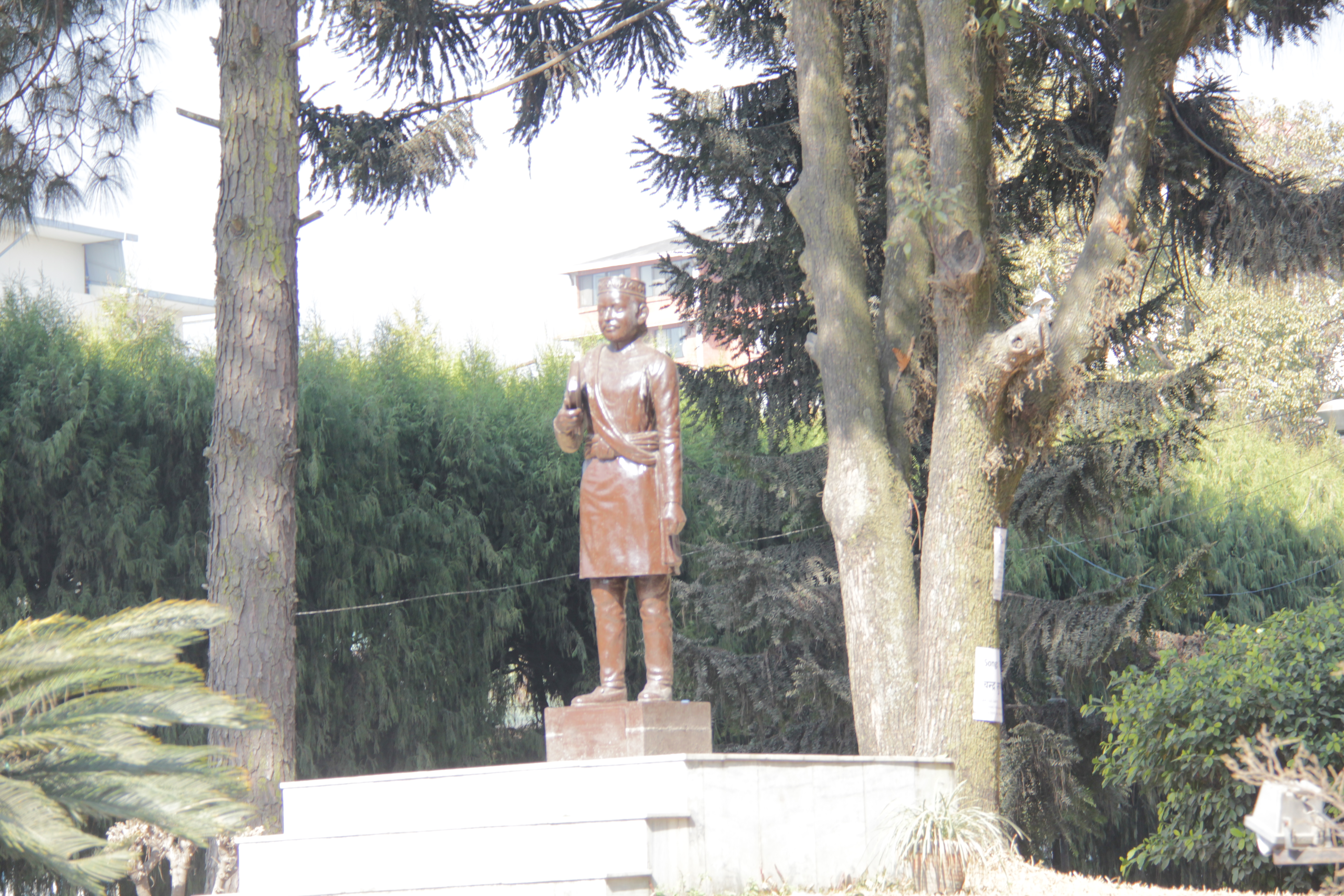
Bhanu salik at Nepal Academy
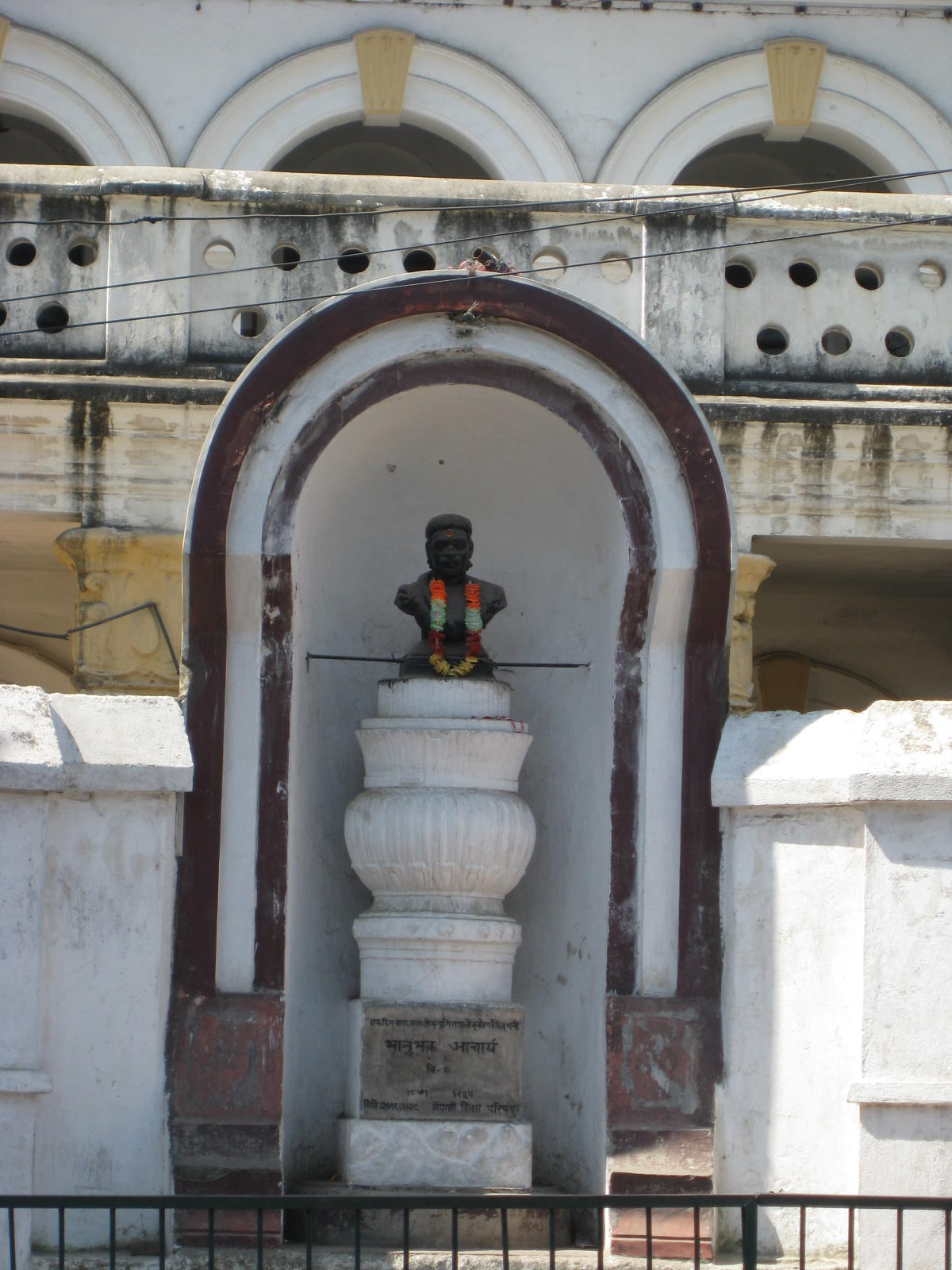
Aadikavi Bhanubhakta Acharya
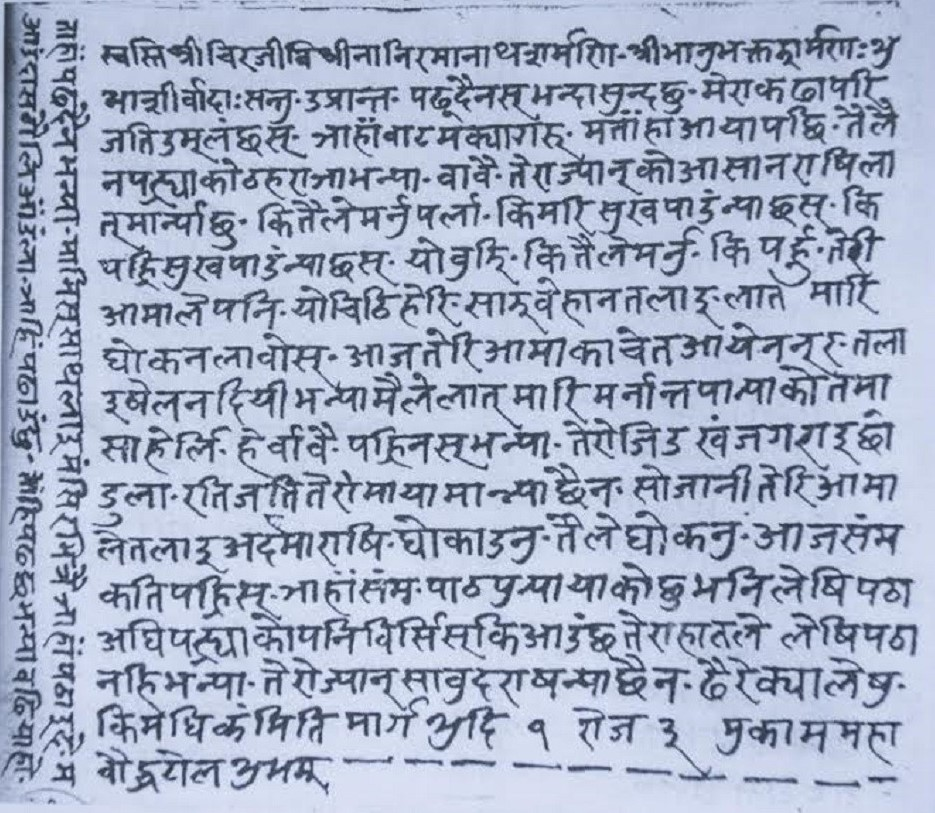
Letter of Bhanubhakta Acharya to his son (1858)
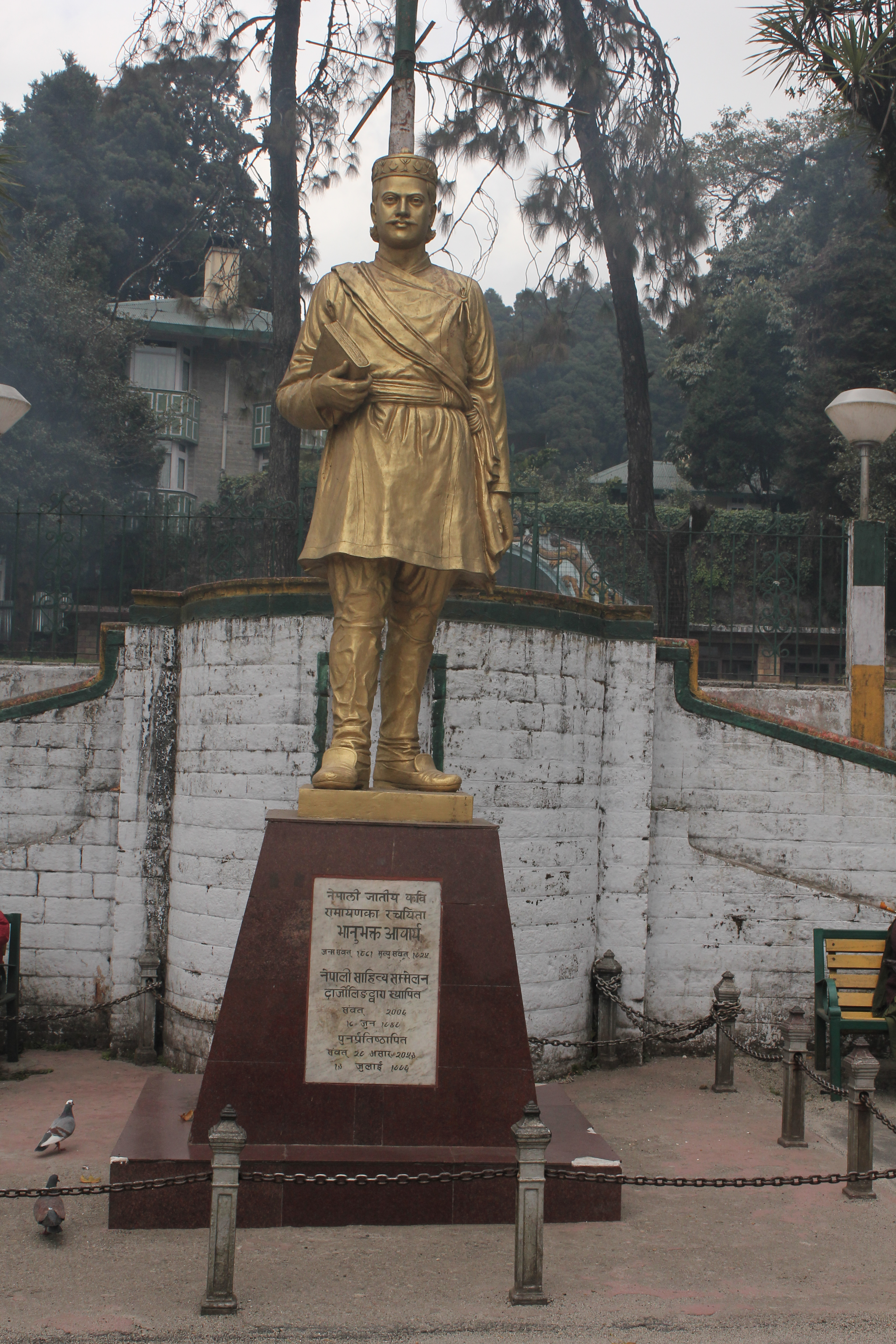
Statue of Bhanubhakta Acharya at darjeeling